# Avril 1881

## Événements
- 3 avril : Séisme en mer Égée qui touche l'île de Chios et les côtes de l'Empire Ottoman : 7 866 morts.
- 4 avril : Recensement. Le Canada compte 4 324 810 habitants.
- 7 avril : 
  - Jules Ferry fait voter à la Chambre des crédits pour organiser une expédition militaire contre les Kroumirs.
  - le premier ministre britannique William Gladstone accorde le Land Act à l'Irlande. Après avoir fait adopter des lois de coercition, Gladstone obtient le vote d’une loi agraire qui répond aux attentes de la Land League : loyer correct, maintien du bail tant que le loyer est payé, liberté de vendre son droit d’occupation à un tiers.
- 22 avril : 
  - Assassinat du lieutenant Wayne Bruner. Le marabout Bou Amana des Ouled-Sidi-Cheikh prend la tête d’une insurrection dans le Sud oranais. Le calme est rétabli au bout de quelques mois.
  - Dimitrie Brătianu est nommé premier ministre de la Roumanie (fin le 21 juin).
- 24 avril : intervention française en Tunisie (fin en novembre). Une armée de 30 000 hommes passe la frontière. La Kroumirie est occupée sans que le bey donne l’ordre à ses troupes régulières de réagir.
- 28 avril : évasion de Billy the Kid de la prison de Mesilla au Nouveau-Mexique.

## Naissances
- 13 avril : Louis de Saboulin journaliste et juriste français  († 1953).
- 16 avril : Edward Frederick Lindley Wood, 1er comte d'Halifax, homme politique britannique, ambassadeur, vice-roi des Indes de 1926 à 1931 († 1959).
- 21 avril : Chōkō Ikuta, critique littéraire et traducteur japonais († 1936).

## Décès
- 6 avril : Philip de Malpas Grey Egerton, paléontologue britannique
- 19 avril : Benjamin Disraeli, écrivain, homme politique et premier ministre du Royaume-Uni (° 21 décembre 1804).